# Microsat Systems Canada
Microsat Systems Canada Inc. (MSCI) ist eine Tochtergesellschaft des kanadischen Unternehmens Dynacon Inc. mit Sitz in Mississauga, Ontario, Kanada. Das Unternehmen entwickelt, baut und stellt spezielle Raumfahrtsysteme für die NASA, die CSA und andere Raumfahrtbehörden und -unternehmen her. Das Unternehmen spezialisierte sich auf den Bau sogenannter Mikrosatelliten (Kleinsatelliten) und deren einzelne Bauteile, die deutlich preiswerter hergestellt und betrieben werden können als übliche Systeme.

## Geschichte
Das Unternehmen ist 1975 aus dem Unternehmen Dynacon hervorgegangen.

## Missionen

### MOST und NEOSSat
Zu den aktuellen  Missionen zählen die beiden Projekte der kanadischen Raumfahrtbehörde (CSA) MOST und NEOSSat. Microsat Systems Canada liefert die kompletten Mikrosatelliten, die der Erforschung des Weltraums dienen. Das erste kanadische Weltraumteleskop MOST startete bereits am 30. Juni  2003 vom russischen Weltraumbahnhof Plessezk ins All. Damit war MOST das erste kanadische Weltraumteleskop im All. Als die kanadische Raumfahrtbehörde aus finanziellen Gründen MOST nicht mehr finanzieren konnte, übernahm Microsat im Oktober 2014 den Betrieb des Teleskops.
Zuvor war am 25. Februar 2013 mit NEOSSat das zweite Weltraumteleskop Kanadas gestartet. Auch dieser Satellit war von Microsat entwickelt worden.

### COMMStellation
Am 19. Januar 2011 veröffentlichte das Unternehmen das Projekt COMMStellation. Bei dem Projekt handelte es sich um ein Netzwerk von bis zu 78 Mikrokommunikationssatelliten, mit denen es möglich sein soll, eine flächendeckende Kommunikationsversorgung, auch in den extremsten Gebieten der Erde zu ermöglichen, in welchen sich eine herkömmliche Methode nicht lohnt oder zu kostspielig sei. Der Start für die ersten Satelliten war im Jahr 2018 geplant, 2015 beantragte Telesat jedoch die Übernahme des COMMStellation-zugeordneten Frequenzspektrums, was ihr für das Telesat LEO Projekt gelang.